# Tephritis angustipennis
Tephritis angustipennis
 es una especie de insecto díptero del género Tephritis, familia Tephritidae. Friedrich Hermann Loew lo describió en 1844.
Se encuentra en Europa y Estados Unidos.